# Picè

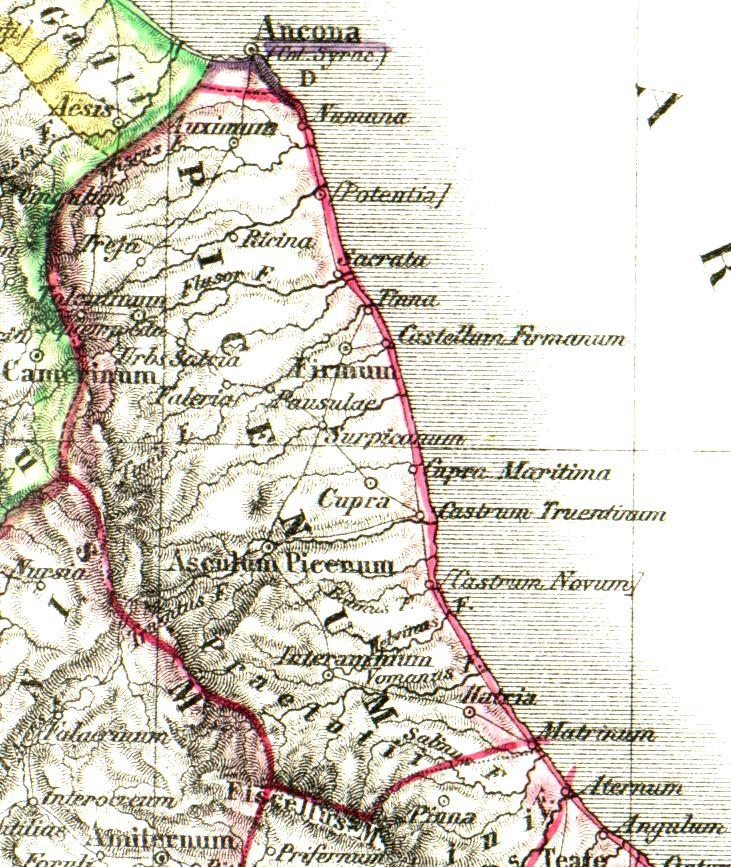
Mapa del Picé

El Picè (en llatí Picenum, en grec antic Πικηνοί) va ser una regió d'Itàlia a l'època de l'antiga Roma. Era el país dels picentins (picentini) o picens (piceni), nom convencional, mentre la branca desplaçada al sud entre Campània i Lucània s'anomenen picentes per distingir-los del picentins del Picenum.

## Situació
Era una regió al centre de la península Itàlica a la costa de la mar Adriàtica entre la desembocadura de l'Aesis i la del Matrinus, arribant a l'interior fins a la carena central dels Apenins. Tenia a l'oest el país dels umbres i dels sabins, al sud el país dels vestins, i al nord el territori dels gals sènons. Tot aquest districte dels sènons es va incloure després a la província d'Úmbria però era considerat del Picenum per alguns autors com Polibi i Titus Livi que esmenten l'Ager Gallicus com una part del Picenum. Passava pel Picenum la via Valèria.

## Història
Els límits del Picenum es van establir en temps d'August que la va definir com la cinquena regió d'Itàlia, segons diuen Plini el Vell i Estrabó, sense el territori dels gals sènons que s'havia inclòs a l'Úmbria. A la part sud hi vivia un poble anomenat els pretutis (praetutii) que presentaven diferències amb els picens. El territori entre els rius Vomanus i Matrinus formava un districte especial anomenat Ager Hadrianus.
No es coneix l'origen dels picens, però els autors antics els consideraven una branca dels sabins. La tradició explicava que l'any 380 aC es va establir al Picè una colònia d'exiliats grecs siracusans a Ancona, i que el seu nom derivava del Picot (picus), un ocell consagrat a Mart que va guiar els emigrants en la seva marxa. Sili Itàlic diu que Picus era el nom d'una divinitat llatina que va ser el fundador d'Asculum. Plini el Vell diu que el Picè l'havien habitat els sículs i els liburns
Estrabó explica l'exili dels grecs siracusans l'any 380 aC, i diu que va ser a causa d'un vot, i perquè fugien de Dionís el Vell, tirà de Siracusa. Per la seva proximitat amb els gals, Roma va buscar l'aliança dels picentins en la lluita contra els senons i també contra els samnites, i la va obtenir el 299 aC en un tractat que els picens van respectar escrupolosament. La llarga pau va convertir el Picenum en un dels districtes més poblats d'Itàlia.
Els cònsols Publi Semproni Sop i Api Claudi Rus van ocupar el país militarment en una sola campanya l'any 268 aC, sense trobar resistència i les causes de la guerra són desconegudes. En aquell moment només els sal·lentins i els picens no havien estat sotmesos a Roma i conservaven una real independència.
Després d'aquella data es van convertir en súbdits aliats de Roma. El seu territori no es torna a mencionar amb gaire freqüència, només quan va patir els estralls de la Segona Guerra Púnica però no s'esmenta als picens com aliats dels cartaginesos.
El poble no torna a aparèixer a la història fins a la guerra social, l'any 91 aC. Les hostilitats es van iniciar a Asculum que era considera capital del Picenum. En aquesta ciutat van morir assassinats el procònsol Quint Servili Cepió el jove i el seu legat Gai Fonteu, i això va significar el senyal de la revolta general. El primer atac de Gneu Pompeu Estrabó contra la ciutat va ser rebutjat l'any 90 aC i el general romà quasi va acabar expulsat de Picenum mentre els altres exèrcits romans estaven ocupats lluitant contra els marsis i els pelignes. El següent any es va atacar de nou i el general dels picens Judacili va dirigir un llarg enfrontament que va acabar amb la rendició d'Asculum seguida de tot el Picenum l'any 89 aC. Llavors van rebre la ciutadania romana com un dels resultats de la guerra.
A la guerra civil el 49 aC Juli Cèsar va ocupar sense lluita la regió que es va declarar al seu favor. Els partidaris de Pompeu es van haver de retirar d'Àuximum i Àsculum, on tenien guarnicions. A la guerra civil entre Vespasià i Vitel·li el 69, el darrer va ocupar la província sense resistència, segons diu Tàcit.
Picenum va ser una província romana durant tot l'Imperi però sembla que la seva població es va reduir. Cap al segle ii la província apareix unida administrativament amb un districte anomenat Flamínia (per on passava la via Flamínia) i les dues entitats van formar una província que abraçava tota la franja de l'Úmbria al llarg de la costa de la mar Adriàtica, i el territori dels sabins, vestins, pelignes i marsis. Aquesta província ampliada apareix al Liber Coloniarum sota el nom de Picenum, incloent ciutats com Alba, Nursia, Nomentum, Fidenae, i Tibur. Però aquesta unió només va ser temporal i al segle iii Flamínia i Valèria es van separar de Picenum, i aquesta mateixa província es va dividir en dues: Picenum Suburbicarium, (o simplement Picenum), que corresponia pràcticament a la província (cinquena regió) creada per August, i Picenum Annonarium, que corresponia al territori entre el Aesis i el Rubicó (l'antic Gallicus Ager), separat de l'Úmbria. A partir de l'any 404 Ravenna va ser la capital imperial, ja que era la residència habitual dels emperadors, i això va contribuir a evitar la decadència de la província.
La regió la van ocupar els ostrogots però l'emperador romà d'Orient Justinià I hi va enviar els seus generals. Àuximum, considerada la capital, va ser l'escenari de lluites importants, fins que finalment Belisari la va conquerir. El Picè va formar part de l'Exarcat de Ravenna quan aquest es va crear.
Durant el govern de l'Imperi Romà d'Orient se li va donar el nom de Ducat de la Pentàpolis, i la regió comprenia bona part del Picè. S'anomenava així per tenir cinc ciutats principals, Ravenna, Forlì, Forlimpopoli, Classe i Cesarea. Els longobards la van ocupar el 751 però els francs van anar a Itàlia el 754 i el rei dels francs la va donar al Papa després de la derrota del rei Astolf.

## Rius
- Matrinus (La Piomba) límit entre el Picenum i el país dels vestins
- Vomanus (Vomano), límit entre el districte d'Ager Hadrianus i els pretutis
- Batinus (Tordino o Trontino) a Interamna (moderna Teramo)
- Truentus (Tronto) a Asculum (moderna Ascoli)
- Tinna (Tenna)
- Flusor (Chienti)
- Potentia (Potenza)
- Misio o Misius (Musone)
- Aesis (Esino) entre Ancona i Sena Gallica (Senigaglia) que formava el límit provincial al nord entre Picenum i Úmbria.

## Ciutats
- Matrinum, a la desembocadura del riu del mateix nom, port d'Àdria
- Castrum Novum, a la desembocadura del riu Batinus
- Castrum Truentium o Truentum, a la desembocadura del riu Truentus
- Cupra Maritima
- Castrum Firmanum (moderna Porto di Fermo) a la desembocadura del rierol Leta.
- Potentia (moderna Santa Maria a Potenza) a la desembocadura del riu Potentia
- Numana (Umana o Numana)
- Ancona
- Àuximum (Osimo)
- Cingulum (Cingoli)
- Firmum (Fermo)
- Àsculum (Ascoli)
- Interamna (Teramo) capital dels pretutis
- Adria (Atri)
- Beregra (Civitella di Tronto)
- Cupra Montana
- Cluana
- Novana
- Faleria (Fallerone)
- Urbs Salvia (Urbisaglia)
- Tolentinum (Tolentino)
- Septempeda  (San Severino)
- Treia (Treja)
- Ricina
- Pausulae
- Pollentia

Va ser el lloc de naixement de persones tan notables com Gneu Pompeu Magne i del seu pare Gneu Pompeu Estrabó.